# 폭로 (1967년 영화)
"폭로"는 1967년에 개봉한 대한민국의 영화이다.

## 캐스팅
- 신성일
- 장동휘
- 남정임
- 박암
- 최성호
- 이빈화
- 김동원
- 최삼
- 윤양하
- 최봉
- 추봉
- 최창호
- 최일
- 최재호
- 홍성우
- 황인철
- 김영인
- 임해림